# Waiting for the End
Waiting for the End je píseň americké rockové skupiny Linkin Park. Píseň pochází z jeho čtvrtého studiového alba A Thousand Suns. Produkce se ujali producenti Rick Rubin a Mike Shinoda.
Píseň je dostupná jako DLC ve videohře Guitar Hero: Warriors of Rock.
Jedná se o nejoblíbenější píseň Mika Shinody.

## Seznam skladeb

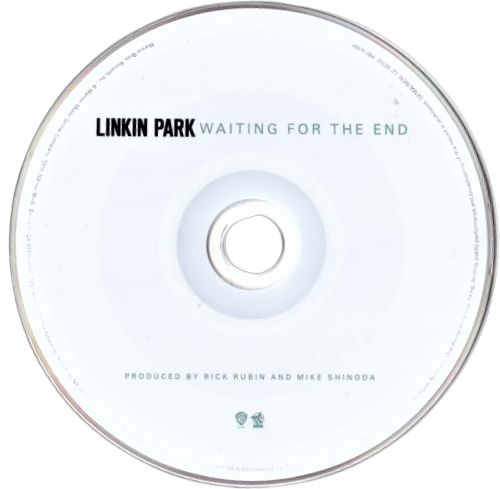
CD písně

| Digitální verze | Digitální verze        | Digitální verze |
| Pořadí          | Název                  | Délka           |
| --------------- | ---------------------- | --------------- |
| 1.              | "Waiting for the End"  | 3:51            |
| 2.              | "The Catalyst" (Remix) | 3:06            |

## Hitparáda
| Země           | Umístění |
| -------------- | -------- |
| Austrálie      | 34       |
| Česko          | 34       |
| Velká Británie | 90       |
| USA            | 42       |
| Německo        | 29       |